# Episodi di The Unit (prima stagione)
La prima stagione della serie televisiva The Unit è stata trasmessa in prima visione: negli USA  dal 7 marzo al 16 maggio 2006 ed in Italia, su Rete 4, dal 1º luglio al 30 luglio 2007.
| nº | Titolo originale               | Titolo italiano           | Prima TV USA   | Prima TV Italia |
| -- | ------------------------------ | ------------------------- | -------------- | --------------- |
| 1  | First Responders               | Missione d’assalto        | 7 marzo 2006   | 1º luglio 2007  |
| 2  | Stress                         | Non sparate al bianco!    | 14 marzo 2006  | 1º luglio 2007  |
| 3  | 200th Hour                     | La duecentesima ora       | 21 marzo 2006  | 1º luglio 2007  |
| 4  | True Believers                 | Caccia grossa             | 28 marzo 2006  | 8 luglio 2007   |
| 5  | Non-Permissive Environment     | Fuga dalla Spagna         | 4 aprile 2006  | 8 luglio 2007   |
| 6  | Security                       | Operazione Libano         | 11 aprile 2006 | 15 luglio 2007  |
| 7  | Dedication                     | Il veterano disabile      | 18 aprile 2006 | 15 luglio 2007  |
| 8  | SERE                           | Addestramento Speciale    | 25 aprile 2006 | 23 luglio 2007  |
| 9  | Eating the Young               | Il trafficante di armi    | 2 maggio 2006  | 23 luglio 2007  |
| 10 | Unannounced                    | La truffa                 | 9 maggio 2006  | 23 luglio 2007  |
| 11 | Exposure                       | Violazione del protocollo | 9 maggio 2006  | 30 luglio 2007  |
| 12 | Morale, Welfare and Recreation | L'ordigno                 | 16 maggio 2006 | 30 luglio 2007  |
| 13 | The Wall                       | Attacco improvviso        | 16 maggio 2006 | 30 luglio 2007  |